# 中央映画貿易
中央映画貿易株式会社（ちゅうおうえいがぼうえき、英：CHUO EIGABOEKI Co., Ltd.）は、1952年8月19日に東京都で設立された、映像ソフト製造販売会社である。

## 略歴・概要
1952年8月19日、初代社長の星野晃廣が設立した。その背景には、当時の日本とソ連との間の文化交流や貿易促進が不平等なものだったとする、星野の思いがあったとされる。なお、星野は太平洋戦争の戦時中、満州映画公社、中華電影、日本映画配給社シンガポール支社などに務めていた。
1955年、ソ連から『戦艦ポチョムキン』を輸入して公開する。
2018年、キネマ旬報社を子会社とする。
2022年現在は映画データベースサイト「映画DB」の運営も担当している。

## 外部サイト
- 中央映画貿易
  - 公式サイト
- 映画DB
  - 映画DB
  - 映画DB - YouTubeチャンネル